# Реставраційна війна
Реставраційна війна (порт. Guerra da Restauração) — війна Португалії в 1640—1668 рр. за відновлення (реставрацію) монархії та незалежність від Іспанії. Почалася 1 грудня 1640 року після повстання португальських самостійників у Лісабоні. Тривала трьома етапами (1641—1646, 1646—1660, 1660—1668). Перший період позначився декількома важливими битвами, які засвідчили, що португальці не повернуться в іспанське підданство; другий довгий період характеризувався боями малого масштабу й пасивністю Іспанії; третій останній період пройшов під знаком перемог португальської зброї, підсиленої британськими найманцями. Іспанія намагалася ізолювати противника військовим і дипломатичним чином. Португалія ж сподівалася на політичну англо-французьку підтримку й покладалася на прибутки з колоній. Обидві сили були переважно зайняті війнами з сусідами: іспанці — з французами (1635—1659), а португальці — з голландцями (1601—1661). Вирішальна битва відбулася при Монтеш-Кларуші (1665), де португальці розбили іспанські сили. Закінчилася підписанням Лісабонського договору 13 лютого 1668 року. Португальське королівство, очолюване Браганським домом, здобуло незалежність. 60-річне панування іспанських Габсбургів над Португалією, що базувалося на Іберійській унії, завершилося. Інша назва — Португальська війна за незалежність.

## Хронологія
- 1 грудня 1640 — португальські самостійники штурмували королівський палац у Лісабоні й скинули ставленицю Габсбургів, Маргариту Савойську, віцекоролеву Португалії. Того ж дня герцог Браганський, голова португальської знаті, посів королівський трон Португалії під іменем Жуана IV. Це стало викликом для іспанського короля Філіппа Габсбурга, що був легітимним португальським монархом за умовами Іберійської унії.
- 1641 — іспанська інквізиція безуспішно намагалася придушити виступ. Повстанці-самостійники стратили представників проіспанської (прогабсбурзької) партії серед португальської аристократії — Мігела-Луїша де Менеса, герцога Каміньського, його людей, а також людей державного секретаря Францишку де Лусени.
- 27 березня 1641 — португальці взяли в облогу іспанський форт Святого Філіппа на Азорських островах.
- 1 червня 1641 — Португалія уклала союз із Францією.
- 12 липня 1641 — Португалія уклала наступально-оборонний союз із Голландією (Гаазький договір) проти Іспанії. Однак голландська сторона порушила умови договору й окупувала португальські колонії в Бразилії, Анголі, Сан-Томе, Малаці (1641), Гані (1642).
- У серпні 1641 — Португалія уклала союз зі Швецією.
- 4 березня 1642 — іспанський гарнізон форту Святого Філіппа на Азорських островах капітулював перед португальцями.
- 19 травня 1643 — Франція здобула перемогу над Іспанією в битві при Рокруа в ході Тридцятилітньої війни (французько-іспанської війни).
- 26 травня 1644 — Португалія перемогла іспанців у битві при Монтіхо.
- 1644 — іспанці оточили португальське місто Елваш, яке витримало 9-денну облогу.
- 1648 — оманський султан у союзі з голландцями захопив Мускат, португальську торговельну факторію на Аравійському півострові.
- 1648 — португальські колоніальні війська з Бразилії під проводом Салвадора Коррейри де Са звільнили португальську колонію Луанда в Анголі від голландців.
- 1649 — португальські війська звільнили Сан-Томе від голландців.
- 1654 — Португалія уклала союз із Англією Кромвеля у Вестміністері. Жуан II надав привілеї англійським купцям й дозволив їм практикувати англіканські (протестантські) обряди у землях католиків.
- 1654 — португальські колоніальні війська з Бразилії звільнили північно-східну Бразилію від голландців.
- 1656 — Голландія захопила португальську колонію Коломбо на Цейлоні.
- 6 листопада 1656 — португальський король Жуан IV помер. Його дружина-іспанка Луїза де Гузман стала регентом при його синові Афонсу VI й почала шукати миру із Іспанією.
- 1658 — Голландія захопила португальську колонію Яффнапатам на Цейлоні.
- 14 січня 1659 — Португалія перемогла іспанців у великій битві при Елваші.
- 1659 — іспанці розпочали облогу португальського Макао.
- 7 листопада 1659 — Іспанія й Франція закінчили війну, підписавши Піренейський договір. Іспанські війська знову оточили Елваш, але були відбиті силами Антонія-Луїша де Менесеса.
- 1660 — Португалія й Англія оновили свій договір у зв'язку із реставрацією англійської монархії. Португальці отримали право набрати найманців і кораблі в Англії, Шотландії й Ірландії для боротьби з Іспанією; Англійці отримали свободу віросповідання в Португалії та торгові привілеї
- 1661 — Англія отримала португальські колонії в Бомбеї та Тангієрі як посаг за сестру Афонсу Катерину Браганську. В Португалії загострилася боротьба між профранцузькою (католицькою) та проанглійською (протестантською) партіями.
- 6 серпня 1661 — за посередництва Англії голландці погодилися визнати право Португалії керувати Бразилією в обмін на здачу Цейлону та сплату 8 млн гульденів. Домовленості були скріплені Гаазьким договором того ж року.
- 1662 — португальський король Афонсо VI досяг повноліття. Але через слабке здоров'я країною фактично керував його перший міністр Луїш де Васконселуш, граф Каштелу-Мельорський.
- 8 червня 1663 — Португалія перемогла іспанців у великій битві при Амейшіалі.
- 1663 — Голландія захопила португальське Малабарське узбережжя, всупереч договору 1661 р.
- 1663 — португальські війська звільнили місто Евора від іспанців.
- 7 липня 1664 — Португалія перемогла іспанців у битві при Каштелу-Родрігу.
- У липні 1664 — португальські війська захопили іспанське місто Валенсія-де-Алькантара.
- 17 червня 1665 — Португалія перемогла іспанців у великій битві при Монтеш-Кларуші. Це поклало край активним воєнним діям Іспанії, яка ще 3 роки відмовлялася визнати свою поразку.
- 1666 — Португалія уклала союз із Францією завдяки старанням першого міністра Луїша. Король Афонсу VI одружився із Марією-Францискою, донькою французького герцога Немурського. Португальці планували захопити Галісію як відшкодування за іспанські збитки.
- 1667 — Марія-Фрациска розірвала шлюб із португальським королем Афонсу через його статеве безсилля, що було схвалено Церквою. Згодом Педру, герцог Бежський (майбутній португальський король Педру II) здійснив двірцевий переворот — скинув владу профранцузької партії, проголосив себе регентом й заслав Афонсу до Азорських островів.
- 13 лютого 1668 — Португалія й Іспанія уклали Лісабонський мирний договір, що завершив 28-річну війну. Іспанська регентша Маріана Австрійська, яка діяла від імені свого молодого сина Карла II, визнала легітимність португальської монархії й незалежність Португалії. Остання зберегла свої колонії, за винятком Сеути, що не визнавала монархів Браганського дому протягом війни.